# Ferri (Volta Mantovana)
Ferri is een plaats (frazione) in de Italiaanse gemeente Volta Mantovana.

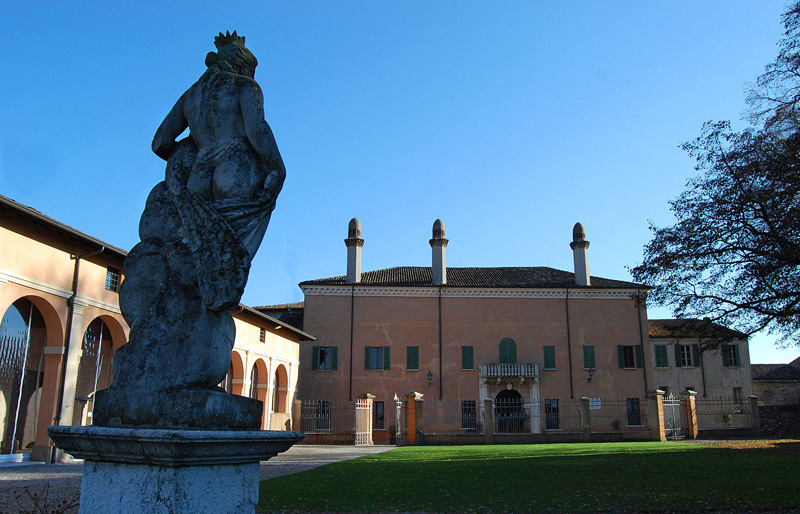
Palazzo Gonzaga
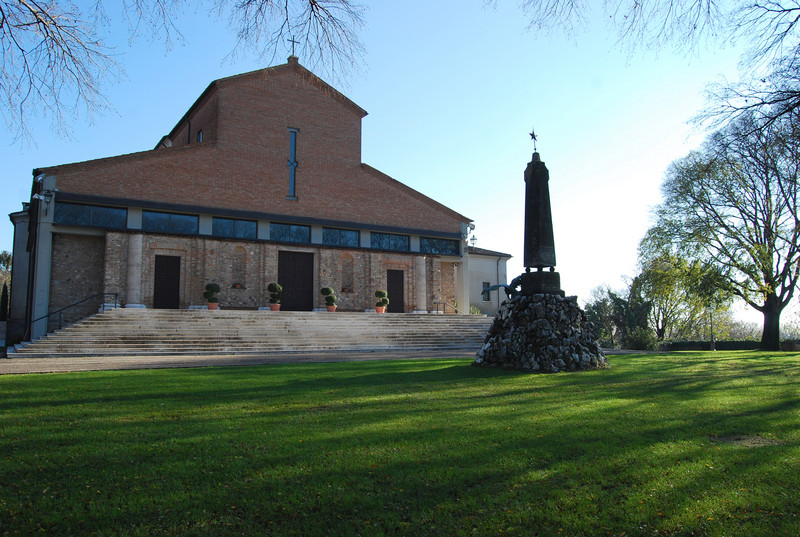
Parochiekerk